# Andrej Panadić
Andrej Panadić (Zagabria, 9 marzo 1969) è un allenatore di calcio ed ex calciatore jugoslavo, dal 1991 croato, di ruolo difensore.

## Biografia
Nato a Zagabria, anche suo figlio Mateo è un calciatore.

## Carriera

### Giocatore

#### Nazionale
Debuttò con la nazionale jugoslava il 20 settembre 1989 nell'incontro amichevole vinto 3-0 contro la Grecia. La sua ultima partita con la nazionale risale al 13 dicembre dello stesso anno in occasione dell'amichevole persa 2-1 contro l'Inghilterra.
Indossò la maglia della nazionale per un totale di tre partite.

## Statistiche

### Cronologia presenze e reti in nazionale
| Cronologia completa delle presenze e delle reti in nazionale ― Jugoslavia | Cronologia completa delle presenze e delle reti in nazionale ― Jugoslavia | Cronologia completa delle presenze e delle reti in nazionale ― Jugoslavia | Cronologia completa delle presenze e delle reti in nazionale ― Jugoslavia | Cronologia completa delle presenze e delle reti in nazionale ― Jugoslavia | Cronologia completa delle presenze e delle reti in nazionale ― Jugoslavia | Cronologia completa delle presenze e delle reti in nazionale ― Jugoslavia | Cronologia completa delle presenze e delle reti in nazionale ― Jugoslavia |
| Data                                                                      | Città                                                                     | In casa                                                                   | Risultato                                                                 | Ospiti                                                                    | Competizione                                                              | Reti                                                                      | Note                                                                      |
| ------------------------------------------------------------------------- | ------------------------------------------------------------------------- | ------------------------------------------------------------------------- | ------------------------------------------------------------------------- | ------------------------------------------------------------------------- | ------------------------------------------------------------------------- | ------------------------------------------------------------------------- | ------------------------------------------------------------------------- |
| 20-9-1989                                                                 | Novi Sad                                                                  | Jugoslavia                                                                | 3 – 0                                                                     | Grecia                                                                    | Amichevole                                                                | -                                                                         | 62’                                                                       |
| 14-11-1989                                                                | João Pessoa                                                               | Brasile                                                                   | 0 – 0                                                                     | Jugoslavia                                                                | Amichevole                                                                | -                                                                         |                                                                           |
| 13-12-1989                                                                | Londra                                                                    | Inghilterra                                                               | 2 – 1                                                                     | Jugoslavia                                                                | Amichevole                                                                | -                                                                         | 78’                                                                       |
| Totale                                                                    |                                                                           | Presenze                                                                  | 3                                                                         |                                                                           | Reti                                                                      | 0                                                                         |                                                                           |

## Palmarès

### Giocatore

#### Competizioni nazionali
- Campionato croato: 1

Dinamo Zagabria: 1992-1993
- Coppa di Croazia: 1

Dinamo Zagabria: 1993-1994